# Marcel Bayle
Pour les articles homonymes, voir Marcel Bayle et Bayle.
Marcel Bayle, né le 12 avril 1926 à Toulon (Var) et mort le 7 septembre 2000 dans cette même ville, est un homme politique français. 

## Biographie
Médaillé de la Résistance, il est, dès 1948, secrétaire départemental des jeunes du RPF, parti fondé par le général De Gaulle après sa démission du Gouvernement provisoire (GRPF). 
Gaulliste de conviction comme la plupart des membres de sa famille, Il est membre du comité central de l'UNR dès sa formation, puis de l'UDR, il est aussi conseiller général de Toulon-IV entre 1973 et 1976.
Il est enterré au cimetière central de Toulon.

## Détail des fonctions et des mandats
Marcel Bayle, durant sa carrière politique a été successivement; conseiller municipal et général de Toulon, député UNR, membre des cabinets d'Yves Guéna, au ministère des Transports, et d'Yvon Bourges, à la Défense.
Mandats parlementaires.
- 25 novembre 1962 - 2 avril 1967 : Député de la 4e circonscription du Var
- 30 juin 1968 - 1er avril 1973 : Député de la 4e circonscription du Var